# جيم باركر
جيم باركر (بالإنجليزية: Jim Parker)‏  (و. 1934 – 2005 م) هو كاتب سيناريو، ولاعب كرة قدم أمريكية، من الولايات المتحدة، ولد في ماكون، جورجيا، يلعب كمصطدم ‏، توفي في كولومبيا، ميريلاند، عن عمر يناهز 71 عاماً.

## التعليم
تعلم في جامعة ولاية أوهايو.

## جوائز
حصل على جوائز منها:
- قاعة مشاهير محترفي كرة القدم.